# Annette Weinke
Annette Weinke (* 1963 in Kiel) ist eine deutsche Historikerin.
Annette Weinke studierte Geschichte, Publizistik und Kunstgeschichte an der Georg-August-Universität Göttingen und Freien Universität Berlin. Von 1990 bis 1992 war sie wissenschaftliche Mitarbeiterin am Institut für Kommunikationsgeschichte der Freien Universität. Anschließend war sie bis 1996 Wissenschaftliche Mitarbeiterin bei der Arbeitsgruppe Regierungskriminalität der Staatsanwaltschaft II am Landgericht Berlin. Von 1996 bis 2000 war sie Promotionsstipendiatin des Evangelischen Studienwerks Villigst und wurde 2001 am Fachbereich Neuere und Neueste Geschichte der Universität Potsdam bei Christoph Kleßmann mit einer Studie zum Thema NS-Strafverfolgung und Vergangenheitspolitik promoviert.
Im Jahr 2002 war sie Gastprofessorin an der University of Massachusetts; von 2003 bis 2004 Lehrbeauftragte an der University of North Carolina. 2005 betreute sie zusammen mit Klaus Marxen ein Forschungs- und Ausstellungsprojekt zum ostdeutschen Gerichtsfilm. Danach war sie Lehrbeauftragte für das Berlin European Studies Program (FU-BEST) der Freien Universität Berlin. Von 2006 bis 2008 arbeitete Weinke als wissenschaftliche Mitarbeiterin der Forschungsstelle Ludwigsburg bei Klaus-Michael Mallmann. Von 2006 bis 2010 war sie bei Norbert Frei wissenschaftliche Mitarbeiterin der Unabhängigen Historikerkommission zur Geschichte des Auswärtigen Amtes in der Zeit des Nationalsozialismus.
Seit Herbst 2010 ist Weinke wissenschaftliche Mitarbeiterin am Lehrstuhl für Neuere und Neueste Geschichte der Friedrich-Schiller-Universität Jena. Im Juli 2014 habilitierte sie sich an der Philosophischen Fakultät der Universität Jena mit einer Studie zu Transnationalen Debatten über deutsche Staatsverbrechen im 20. Jahrhundert. 2015 und 2016 war Weinke Visiting Fellow am History Department der Princeton University, New Jersey. 2020 wurde ihr von der Friedrich-Schiller-Universität Jena der Titel einer Außerplanmäßigen Professorin verliehen. In den Jahren 2021 und 2022 war sie Senior Fellow am Historischen Kolleg in München.
Ihre Forschungsschwerpunkte sind u. a. die Geschichte der beiden deutschen Staaten nach 1945, die Nachgeschichte des Nationalsozialismus, humanitäres Völkerrecht und Menschenrechte im 20. Jahrhundert und die Geschichte des Auswärtigen Amtes nach 1945. Im Rahmen der Fritz Thyssen Stiftung arbeitet sie im Forschungsprojekt Lobbyisten des Rechts: Transatlantische Völkerrechtler und Menschenrechtsaktivisten im 20. Jahrhundert. Sie ist Mitglied der Vereinigung für Verfassungsgeschichte.

## Veröffentlichungen (Auswahl)
- Die Verfolgung von NS-Tätern im geteilten Deutschland. Vergangenheitsbewältigung 1949–1969 oder: eine deutsch-deutsche Beziehungsgeschichte im kalten Krieg. Schöningh, Paderborn 2002, ISBN 978-3-506-79724-7 (Zugl.: Berlin, Freie Universität, Dissertation).[3]
- Die Nürnberger Prozesse (= C. H. Beck Wissen, Band 2404). C. H. Beck, München 2008, ISBN 978-3-406-53604-5.
- Eine Gesellschaft ermittelt gegen sich selbst. Die Geschichte der Zentralen Stelle Ludwigsburg 1958–2008 (= Veröffentlichungen der Forschungsstelle Ludwigsburg der Universität Stuttgart, Band 13). Wissenschaftliche Buchgesellschaft, Darmstadt 2008, ISBN 978-3-534-21950-6.
- Gewalt, Geschichte, Gerechtigkeit. Transnationale Debatten über deutsche Staatsverbrechen im 20. Jahrhundert. Wallstein, Göttingen 2016, ISBN 978-3-8353-2876-1 (Zugl.: Habilitationsschrift, Friedrich-Schiller-Universität Jena, 2014).[4]
- Der Feind vor Gericht. Schauprozesse im kommunistischen Osteuropa. Landeszentrale für politische Bildung Thüringen, Erfurt 2016, ISBN 978-3-943588-79-8.
- mit Dieter Gosewinkel (Hrsg.): Menschenrechte und ihre Kritiker. Ideologien, Argumente, Wirkungen (= Schriftenreihe Menschenrechte im 20. Jahrhundert, Band 3). Wallstein, Göttingen 2019, ISBN 978-3-83533-287-4.